# إدوارد كليفورد أندرسون
إدوارد كليفورد أندرسون (بالإنجليزية: Edward Clifford Anderson, Sr.) هو قائد عسكري أمريكي، ولد في 8 نوفمبر 1815 في سافانا في الولايات المتحدة، وتوفي بنفس المكان في 6 يناير 1883.